# セイザル・ファン・エーフェルディンヘン
セイザル・ファン・エーフェルディンヘン（Cesar Pietersz. van Everdingen または Cesar Boetius van Everdingen (1616年か1617年生まれ、1678年10月13日に埋葬）はオランダの画家である。肖像画や歴史画を描いた。

## 略歴
アルクマールの役人の息子に生まれた。弟に風景画家のアラールト・ファン・エーフェルディンヘン(1621-1675)らがいる。ユトレヒトの風俗画家、ヤン・ヘーリッツゾーン・ファン・ブロンクホルスト(Jan Gerritsz. van Bronckhorst: 1603-1661)から絵を学んだ。1632年にアルクマールの聖ルカ組合に加入した。1636年の作品が日付のある作品としては最も古くアルクマールではあまり仕事が得られなかったとされる。1646年に結婚した。1648年にハールレムに移り、ハールレムのシント＝ヨリスの民兵組織にも加わった。建築家のヤーコブ・ファン・カンペン(Jacob van Campen: 1596-1657)と知り合い 、1648年から1650年の間はファン・カンペンが設計したデン・ハーグのハウステンボス宮殿のOranje Zaal (オレンジの間)の装飾の仕事をした。 1651年にハールレムの聖ルカ組合に加入した。
1658年にアルクマールに戻り、アルクマールに工房を開いた 。弟子にはJan Theunisz BlanckerhoffやAdriaen Dekker、Hendrik Graauw、Thomas Heeremanらがいた。
歴史画や人物画を描き、人物の肌や衣装の質感を描くのに熟練していたとされている。

## 作品

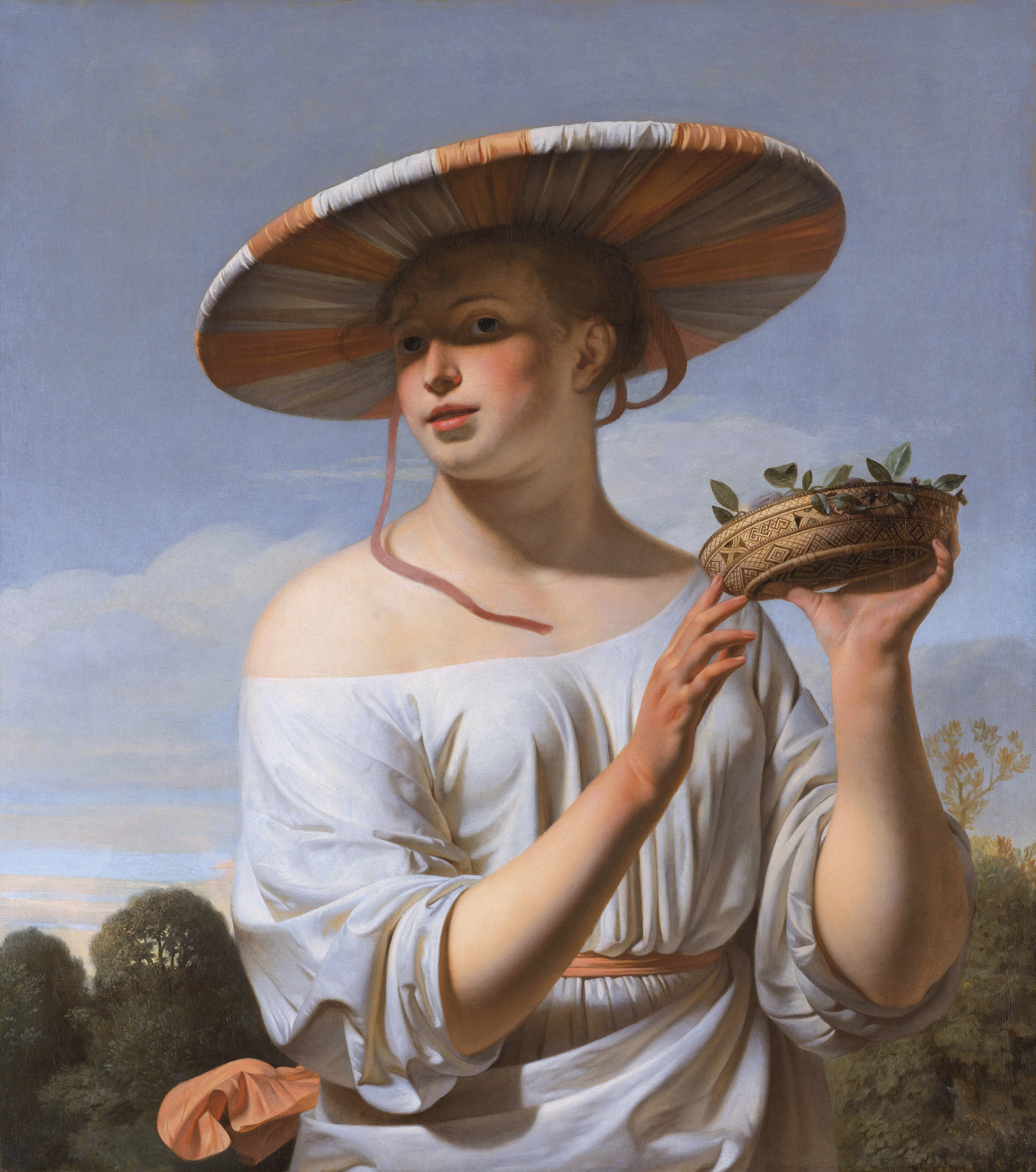
「大きな帽子をかぶった少女」(1645/1650) アムステルダム国立美術館蔵
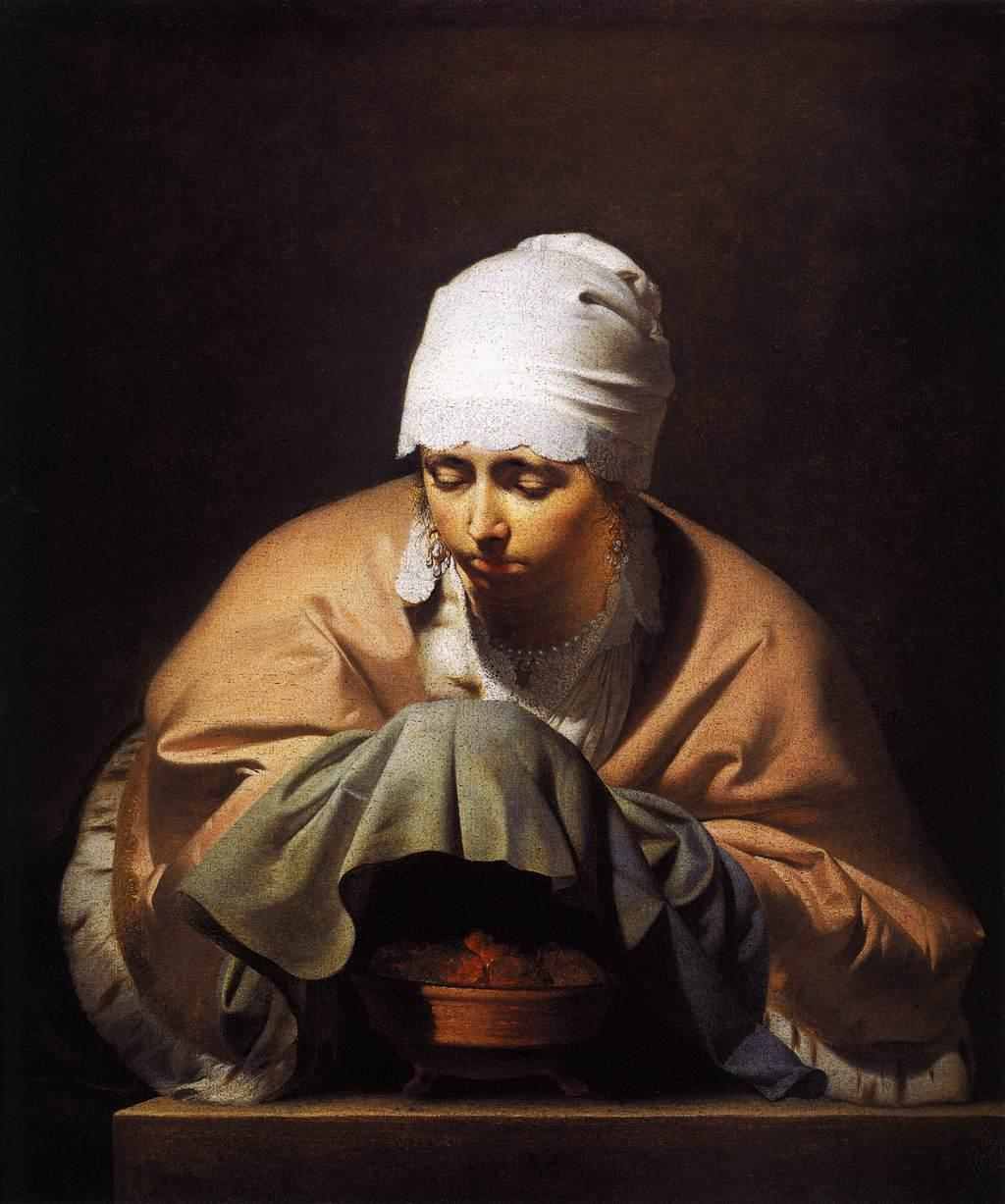
火鉢で指を温める女(1645/1650) アムステルダム国立美術館蔵
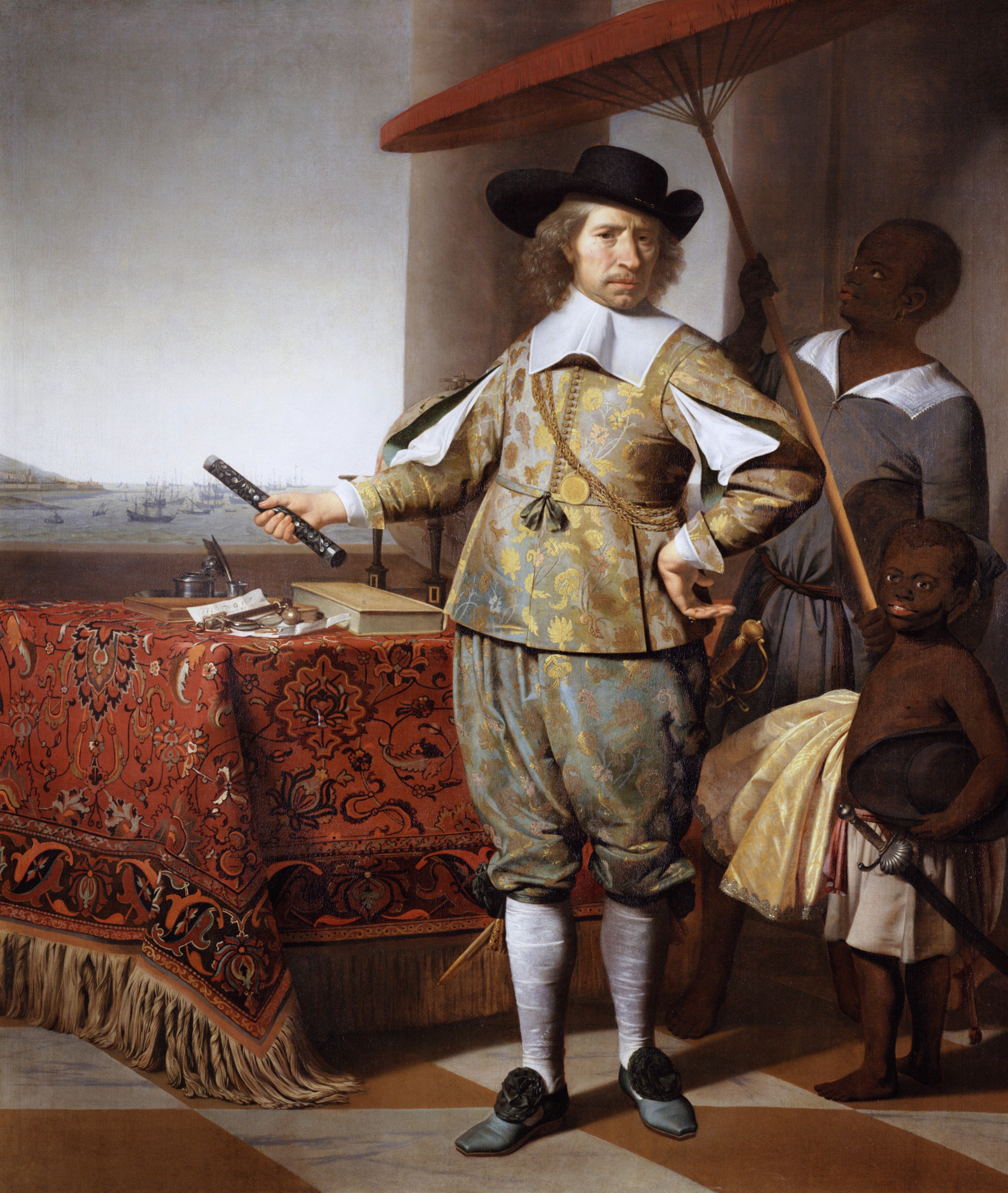
Wollebrand Geleynssen de Jongh（商人）の肖像画
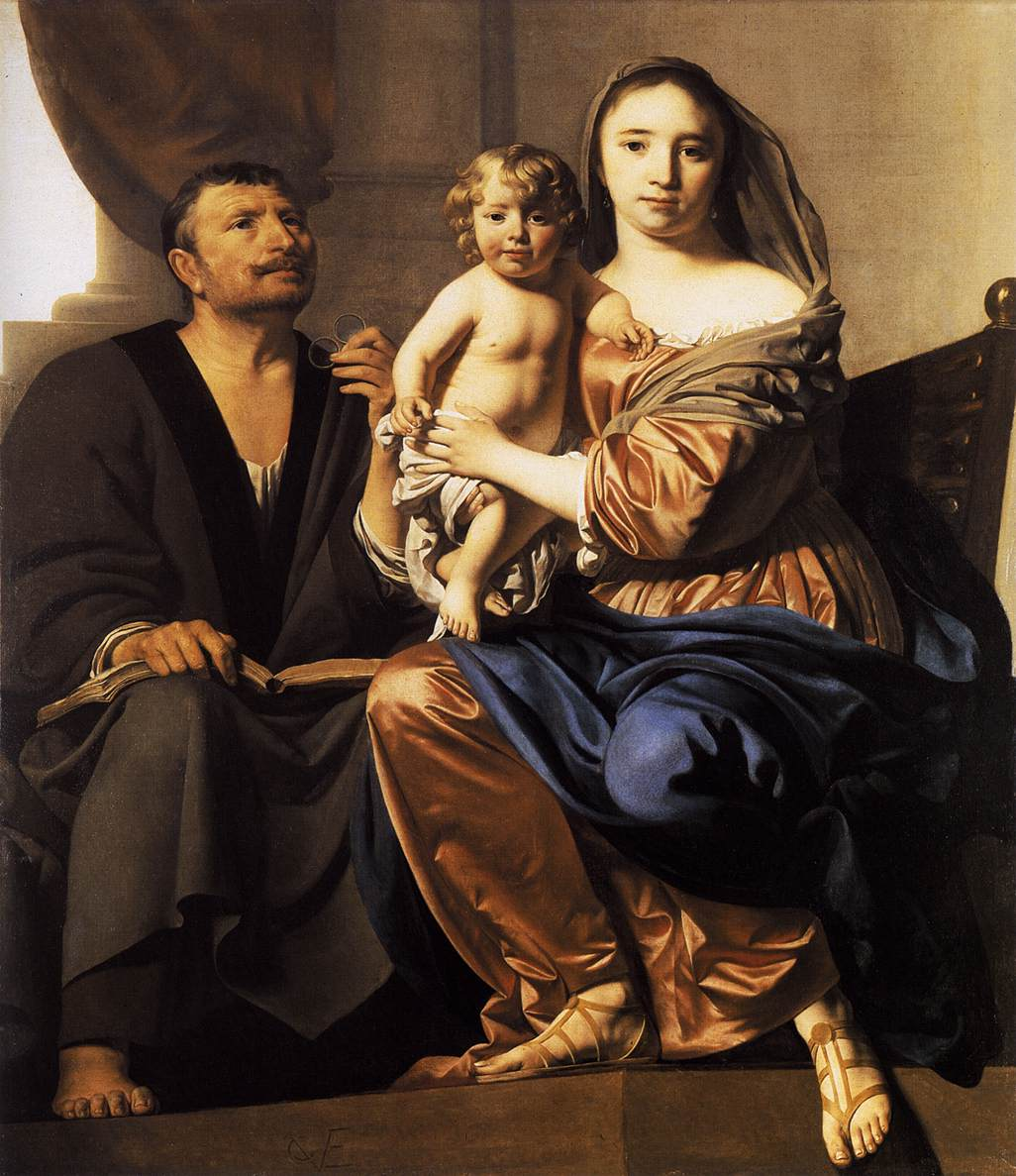
聖家族 (c.1660) Museum Catharijneconvent蔵
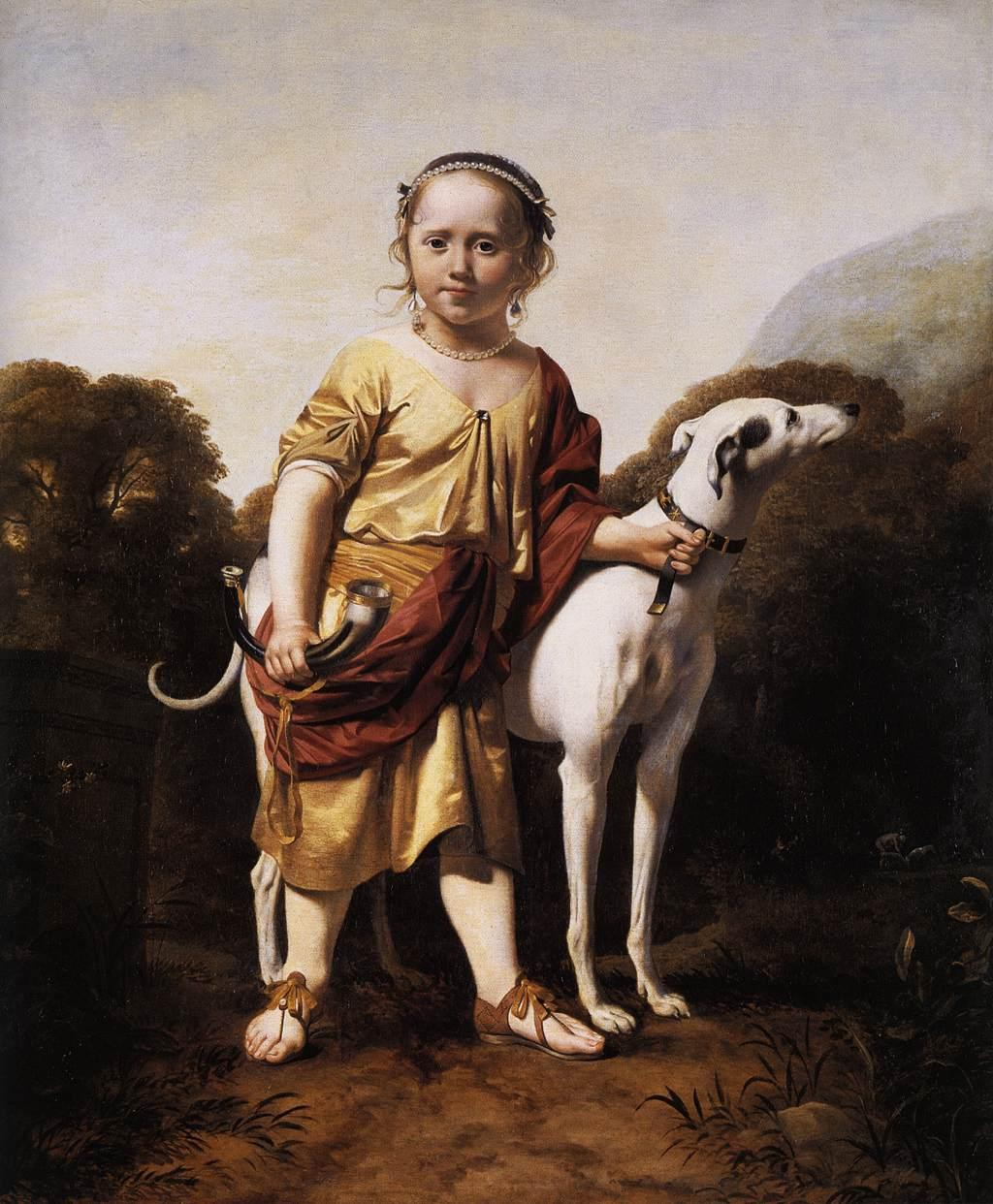
猟師姿の少女
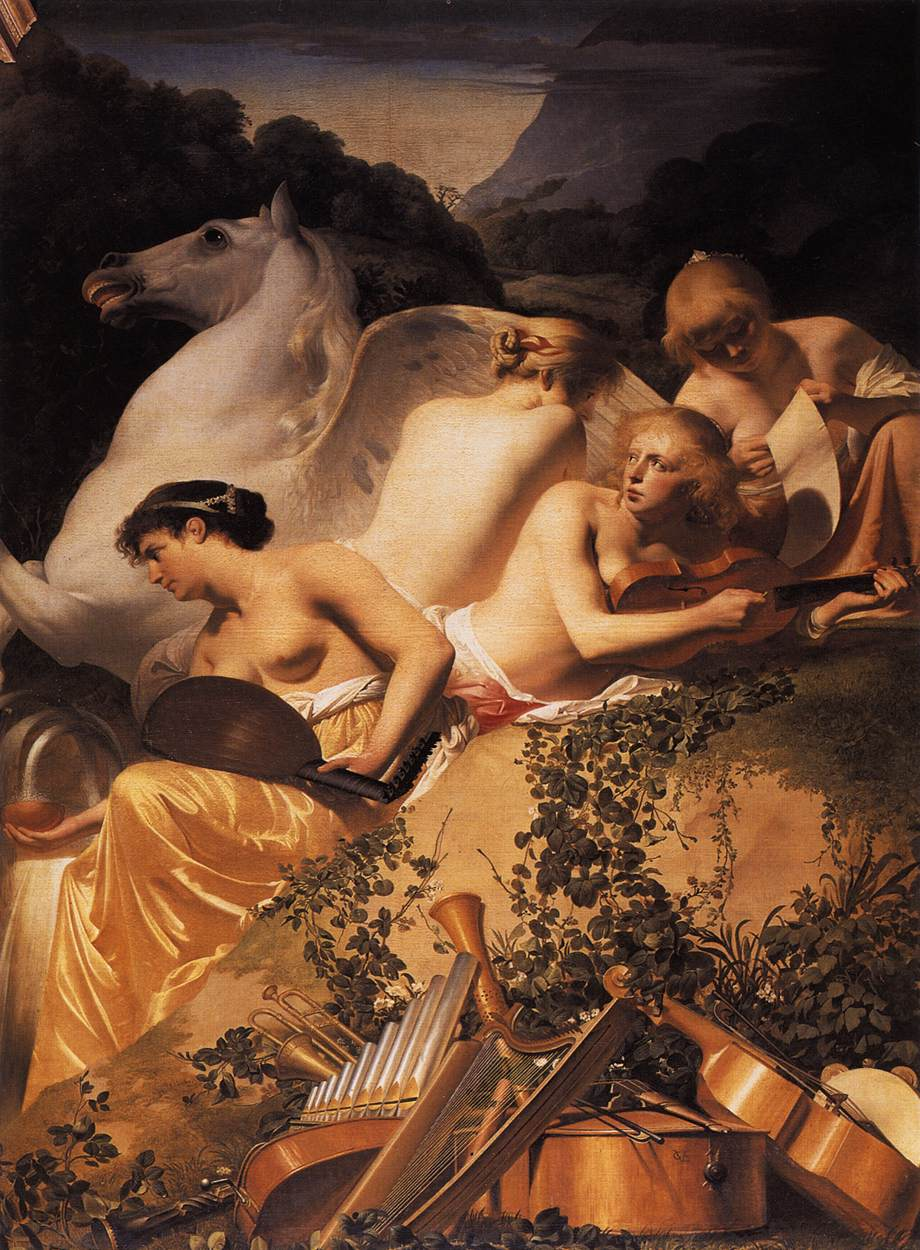
パルナッソス山の4人の女神とペガサス(1648/1650)
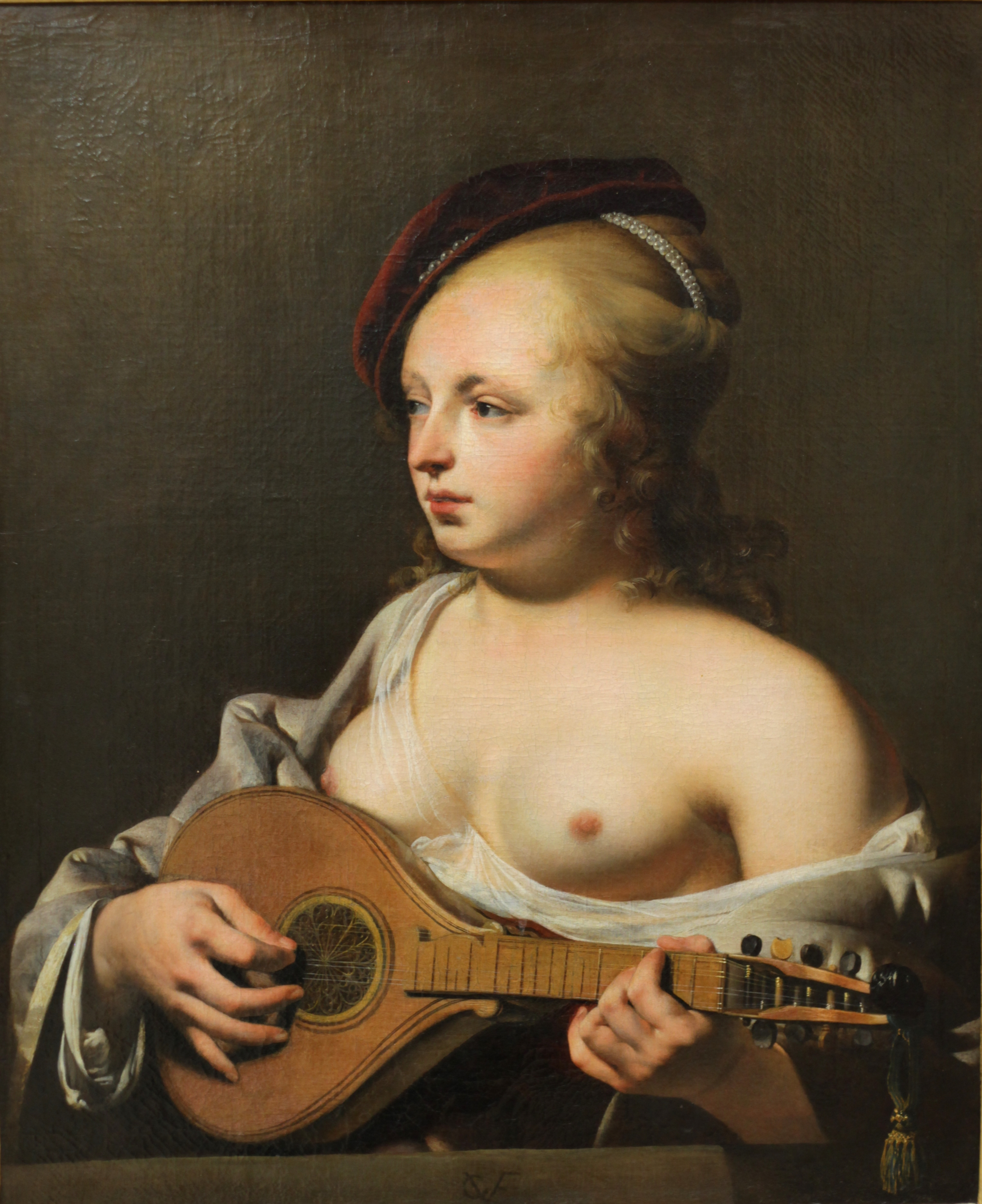
シターンを弾く女性 ルーアン美術館蔵
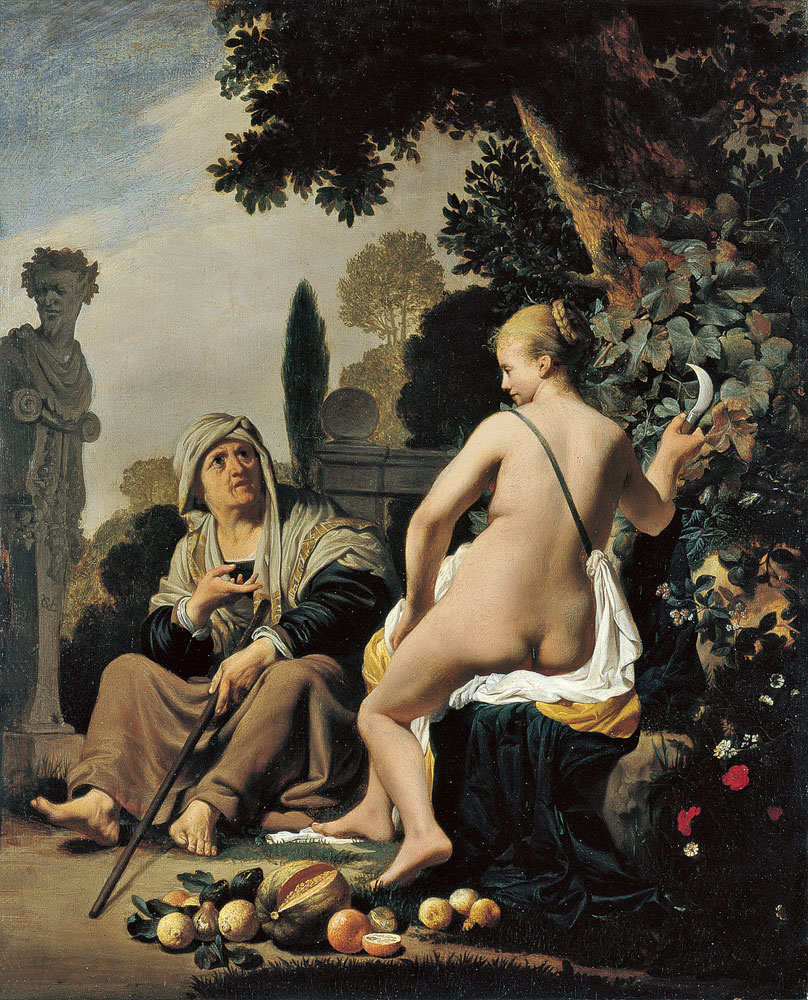
ウェルトゥムヌスとポーモーナ